# Vescovado (Murlo)
Vescovado (o Vescovado di Murlo) è una frazione del comune italiano di Murlo, nella provincia di Siena, in Toscana.

## Storia
Il territorio di Vescovado di Murlo è abitato sin dall'epoca antica, come testimoniano alcuni ritrovamenti di edifici abitativi e ad uso industriale (località Colombaio) con frequentazione tra il V e il II secolo a.C., contemporanea alla fase di sviluppo del vicino sito di Poggio Civitate.
La frazione è il risultato dell'unione in epoca moderna di due borghi adiacenti di epoca medievale: quello settentrionale, chiamato Andica o Antica per la presenza di un vecchio castellare, come ipotizza lo storico Emanuele Repetti, che fu proprietà dei conti Ardengheschi prima della costituzione del vescovato di Murlo; e quello meridionale, il borgo di Tinoni, noto per la presenza di un ospedale intitolato a San Leonardo documentato tra il XVII e il XVIII secolo. Il toponimo Vescovado proviene proprio dalla storica circoscrizione territoriale che dal 1189 al 1778 costituiva il territorio di Murlo come diretta proprietà del vescovo di Siena.
In seguito all'espansione del borgo nel XX secolo, Vescovado è divenuto il centro abitato principale del comune Murlo, nonché sede comunale, anche se in popolazione è di poco superato dalla vicina frazione di Casciano.

## Monumenti e luoghi d'interesse

### Architetture religiose
Al centro del paese si trova la chiesa di San Fortunato, moderna chiesa parrocchiale che ha ereditato il titolo dall'antica chiesa di Murlo. Realizzata in uno stile che richiama il brutalismo, è stata consacrata nel 1972, in un luogo dove precedentemente sorgeva una cappella, fortemente danneggiata da un'alluvione negli anni sessanta. All'interno della chiesa si conservano un interessante polittico raffigurante la Madonna col Bambino e santi di Benvenuto di Giovanni (1475) ed una macchina processionale del XVIII secolo in legno dorato e dipinto.
A Vescovado si trovano anche la cappella della Natività di Maria e l'oratorio di San Leonardo, detto il "Madonnino" di Tinoni.